# Ottiglio
Ottiglio (piemontesisch Autij) ist eine Gemeinde in der italienischen Provinz Alessandria (AL), Region Piemont.

## Geographie
Das Gemeindegebiet umfasst eine Fläche von 14,48 km² und hat 563 (Stand 31. Dezember 2023) Einwohner.
Die Nachbargemeinden von Ottiglio sind Casorzo (AT), Cella Monte, Cereseto, Frassinello Monferrato, Grazzano Badoglio, Moncalvo (AT), Olivola und Sala Monferrato.

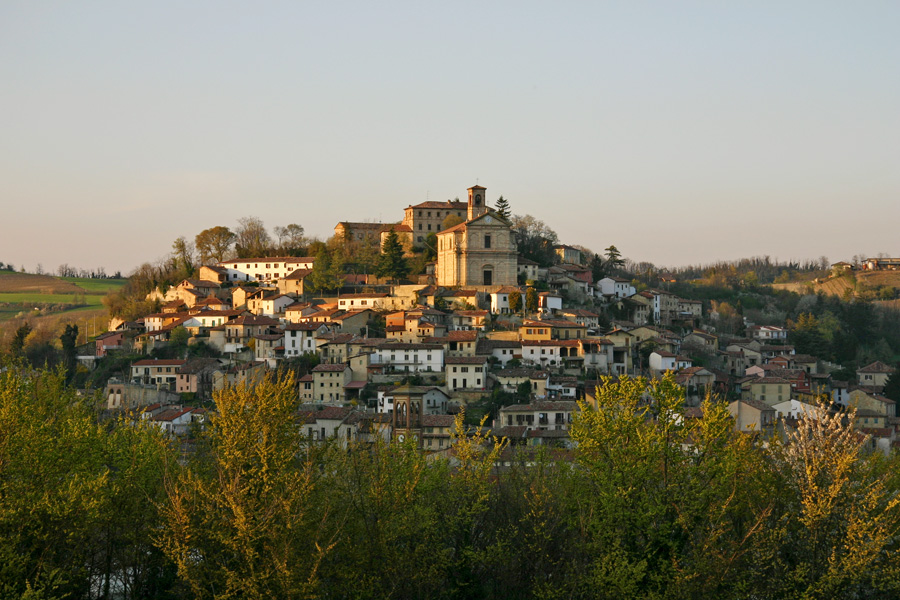
Blick auf Ottiglio

## Kulinarische Spezialitäten
Bei Ottiglio werden Reben der Sorte Barbera für den Barbera d’Asti, einen Rotwein mit einer „kontrollierten und garantierten Herkunftsbezeichnung“ (Denominazione di Origine Controllata e Garantita – DOCG) sowie für den DOC-Wein Barbera del Monferrato angebaut.